# CDVD
CDVD è un singolo del gruppo musicale italiano I Moderni, il secondo estratto da Troppo fuori e pubblicato nel 2012. In radio dal 24 agosto 2012.

## Il brano
Brano pubblicato come secondo estratto da Troppo fuori primo album di inediti. L'autore del testo è Daniele Lazzarini dei Two Fingerz, alle musiche Yves Agbessi, i Two Fingerz e i I Moderni